# チャウル

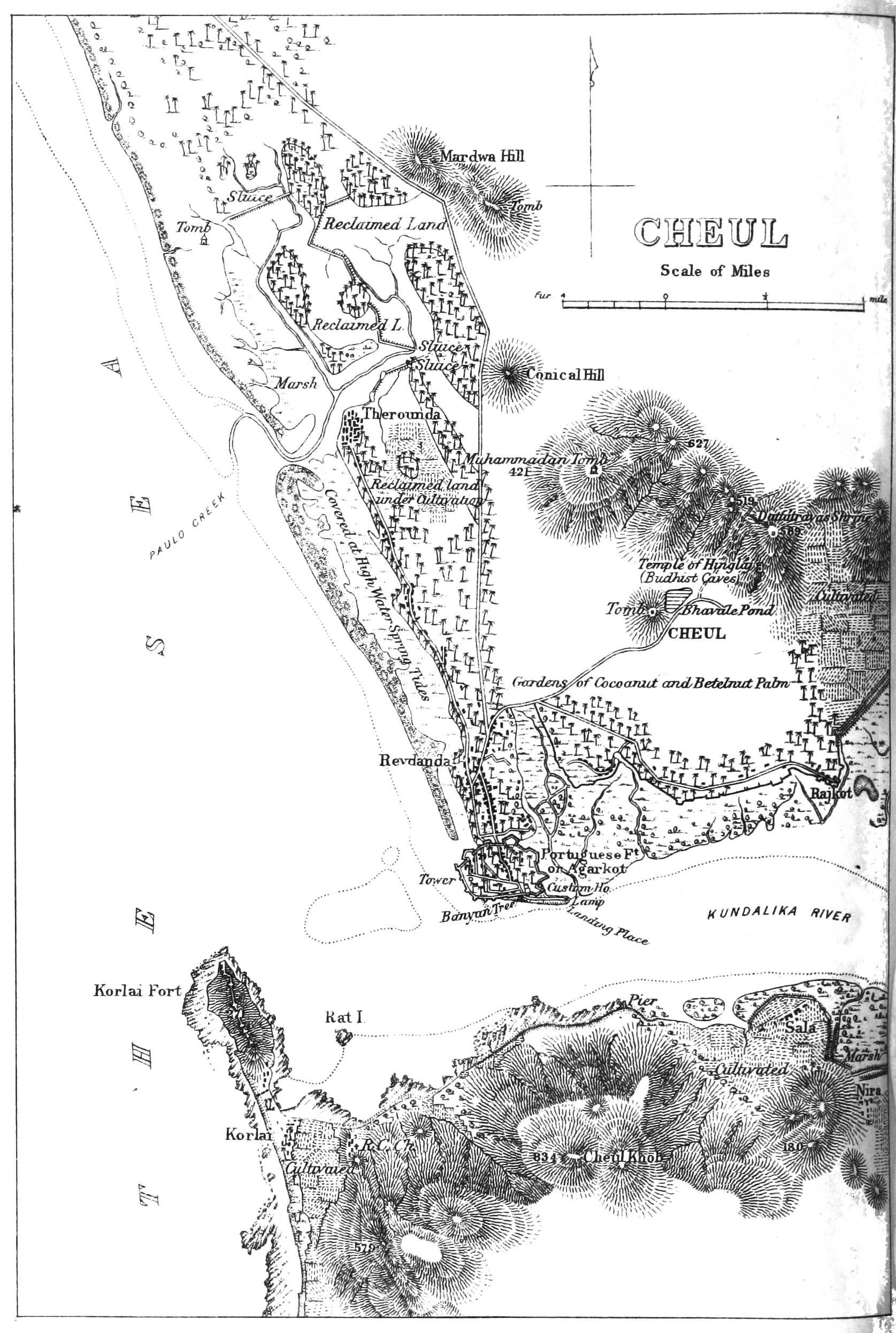
チャウルの古地図。河口の対岸、南岸にあるのがコーライ

チャウル（英: Chaul）は、ポルトガル領インドのかつての都市であり、現在は廃墟となっている。インド西部のマハーラーシュトラ州、ラーイガド県にあり、ムンバイの南60kmに位置している。

## 歴史
1508年のチャウル海戦でエジプトのマムルーク朝の来援を得たグジャラート・スルターン朝の艦隊はポルトガル艦隊を破った。その結果、1509年にディーウ沖の海戦が置き、インド洋でのポルトガルの優位が確立された。
チャウルでの最初のポルトガル人の入植は1521年に行われ、クンダリカ川の南岸に最初の砦が建設された。1531年10月、ポルトガル人はサンタマリア・ド・カステッロという名前の新しい要塞を建設した。この要塞には、120人分の住居と教会と住居があった。要塞の周りに町が発展したが、1558年に結ばれた条約により町の要塞化が禁止された。町はアフマドナガルのニザーム・シャーヒーによる1570年-1571年の包囲戦で破壊されたが、包囲を解除する条約が締結され、町は再建され、壁と要塞に守られるようになった。町の反対側の川岸にある岩だらけの岬、モロ・デ・チャウルに砦（コーライ砦。en:Fortaleza do Morro de Chaul）が建てられた。町はさらに何回かの攻撃に耐え、1613年には城壁が拡張された。
チャウルはポルトガル領インドの北部州の一部であり、北部州は17世紀半ばまでに、南のチャウルから北のダマンまで、現在のマハーラーシュトラ州とグジャラート州の海岸に沿って100kmの範囲に達した。北部州の首府は、ムンバイの北にあるバサイム（現代のバサイ・ビラール）にあった。
しかし、17世紀後半から18世紀初頭にかけて、ポルトガル領インドは経済的および政治的に衰退し、チャウルは以前の重要性を失った。
18世紀初頭にムガル帝国の勢力が衰退すると、マラーターはインド中西部での支配圏を拡大した。カリヤーンのポルトガル植民地は1720年にマラーターによって占領された。チャウルとモロデチャウルは1739年3月に包囲されたが、10月に包囲が解除された。1740年にバサイムが占領された後、平和条約が締結され、1740年9月18日、チャウルは条約によってマラーターに割譲された。その後、街は放棄され、廃墟となった。
チャウルの遺跡の近くにあるコーライ村には、ポルトガル語のクレオール語（en:Korlai Portuguese creole）を話す人々が今も住んでいる。